# 甲子園站
甲子園站（日语：／ Koshien eki */?）是位於兵庫縣西宮市甲子園七番町，屬於阪神電氣鐵道本線的車站。車站編號為「HS14」。

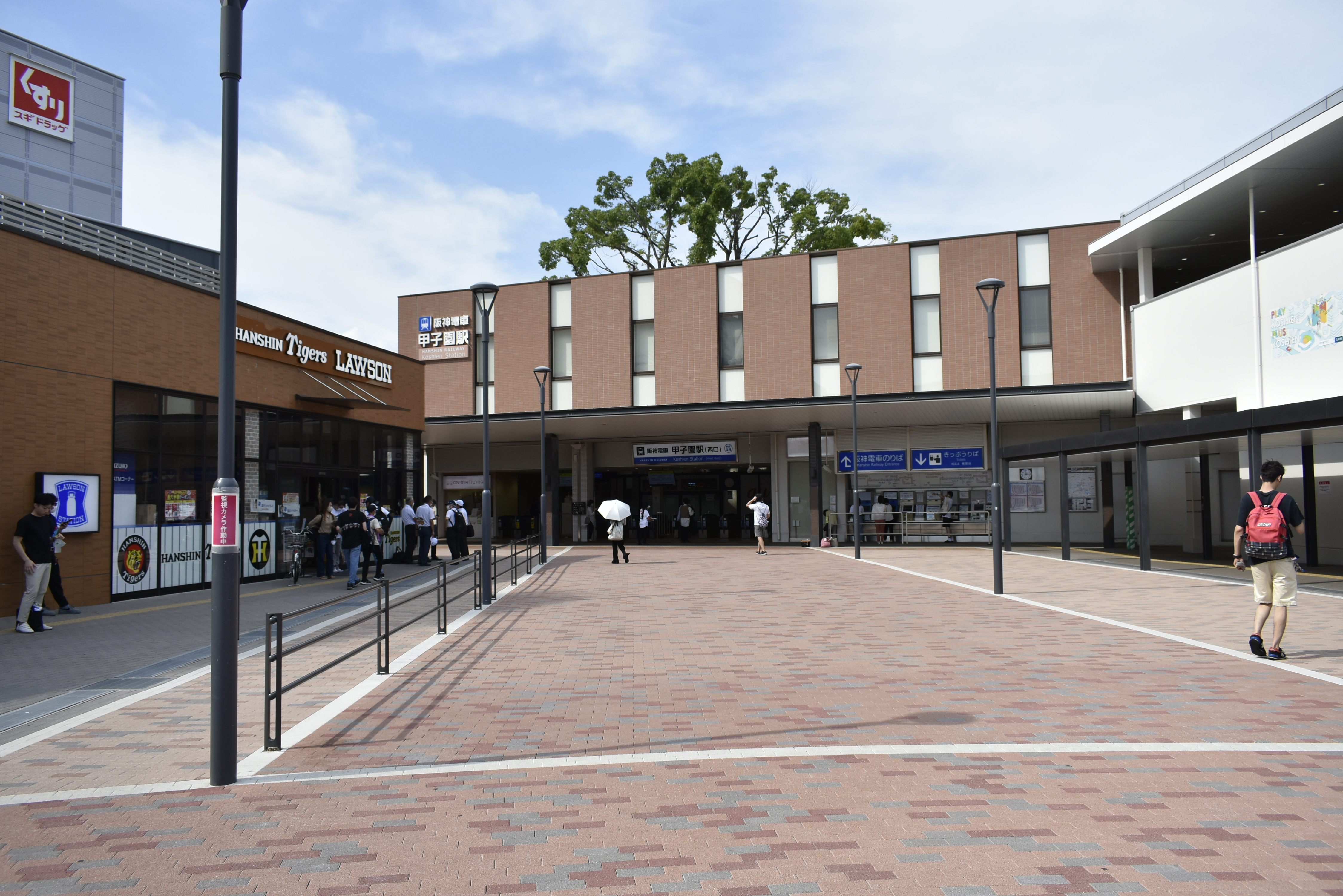
西口（2022年8月）

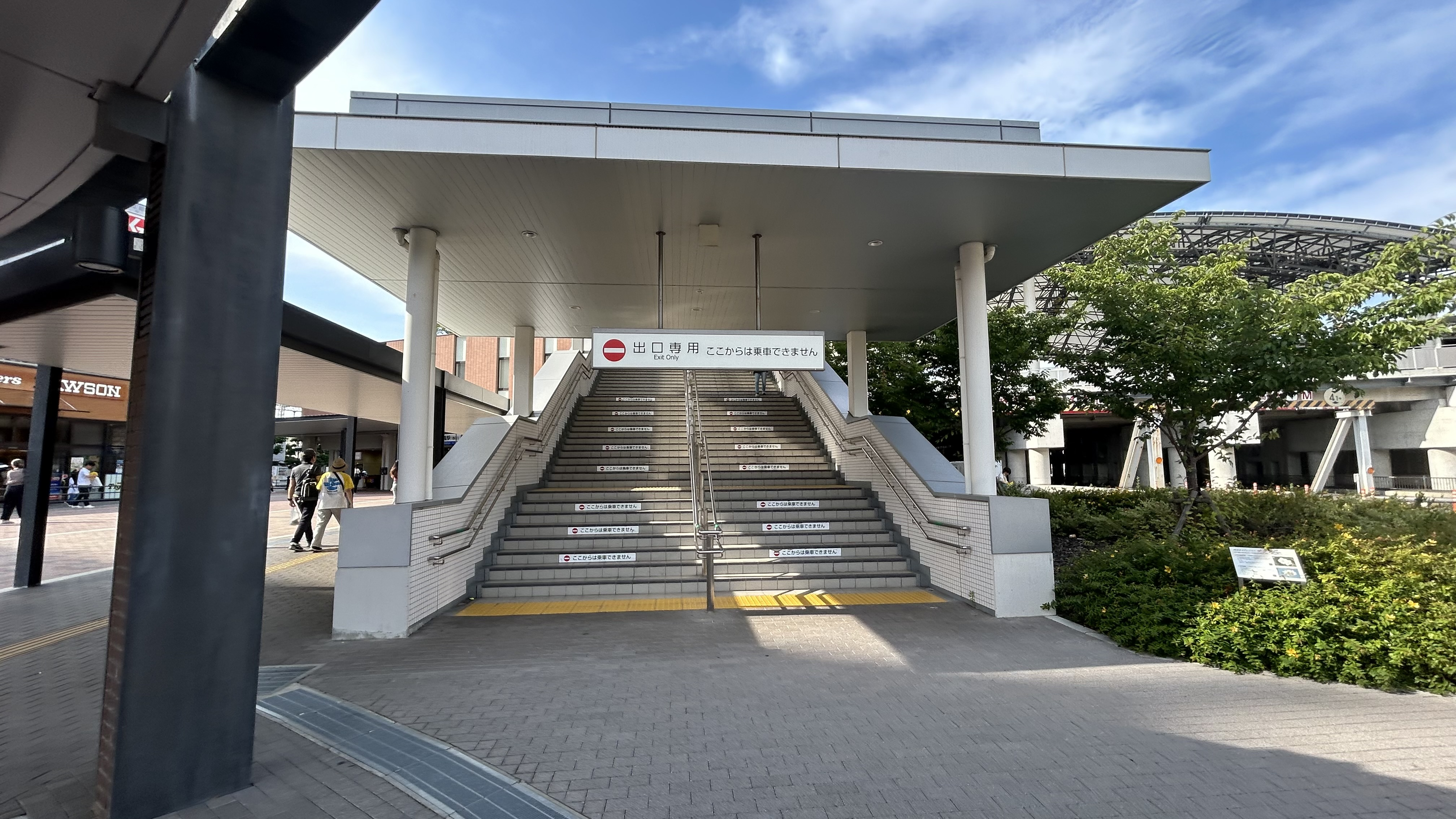
臨時出入口（2024年6月）

## 概要
此站鄰近阪神甲子園球場，在春天舉行的選拔高等學校棒球大會和夏天舉行的全國高等學校棒球錦標賽，均會在那球場舉行。此外日本棒球機構阪神虎的主場也是在阪神甲子園球場。同樣由阪神電鐵營運的路面電車甲子園線曾在此處設站，但已於1975年停駛廢線。本站與阪急西宮北口站共同成為西宮市代表車站之一。
除了部分直通特急班次外，所有全營業列車均停靠此站。在平日早上7時至8時時段為區間特急營運時段，在該時段中，上行7班直通特急均通過此站，此外所有營運列車均停靠（下行全日所有列車停靠）。在過去，除非實施臨時停車安排，大部分直通特急、特急班次會通過此站。
在阪神甲子園球場舉行棒球比賽日，此站至大阪梅田站之間會加開臨時特急，此站至神戶三宮站之間加開臨時急行班次。
在星期六及假日夜間（深夜除外）設有急行班次，以及只在平日早上設有區間急行班次（另外早上從青木出發前往大阪梅田的2班車外），這此班次均從此站出發。
本站在所有阪神車站中是唯一設有所有列車類別班次的車站（只限上行）。在2009年，當時難波線全線開通時進行時間表修正後，便不再提供全部列車類別班次，在2016年3月19日時間表修正中，區間特急停靠尼崎站，直至現時尼崎站為上下行均提供所有列車類別班次的車站。此站也被選定為第1次「近畿車站百選」

## 歷史

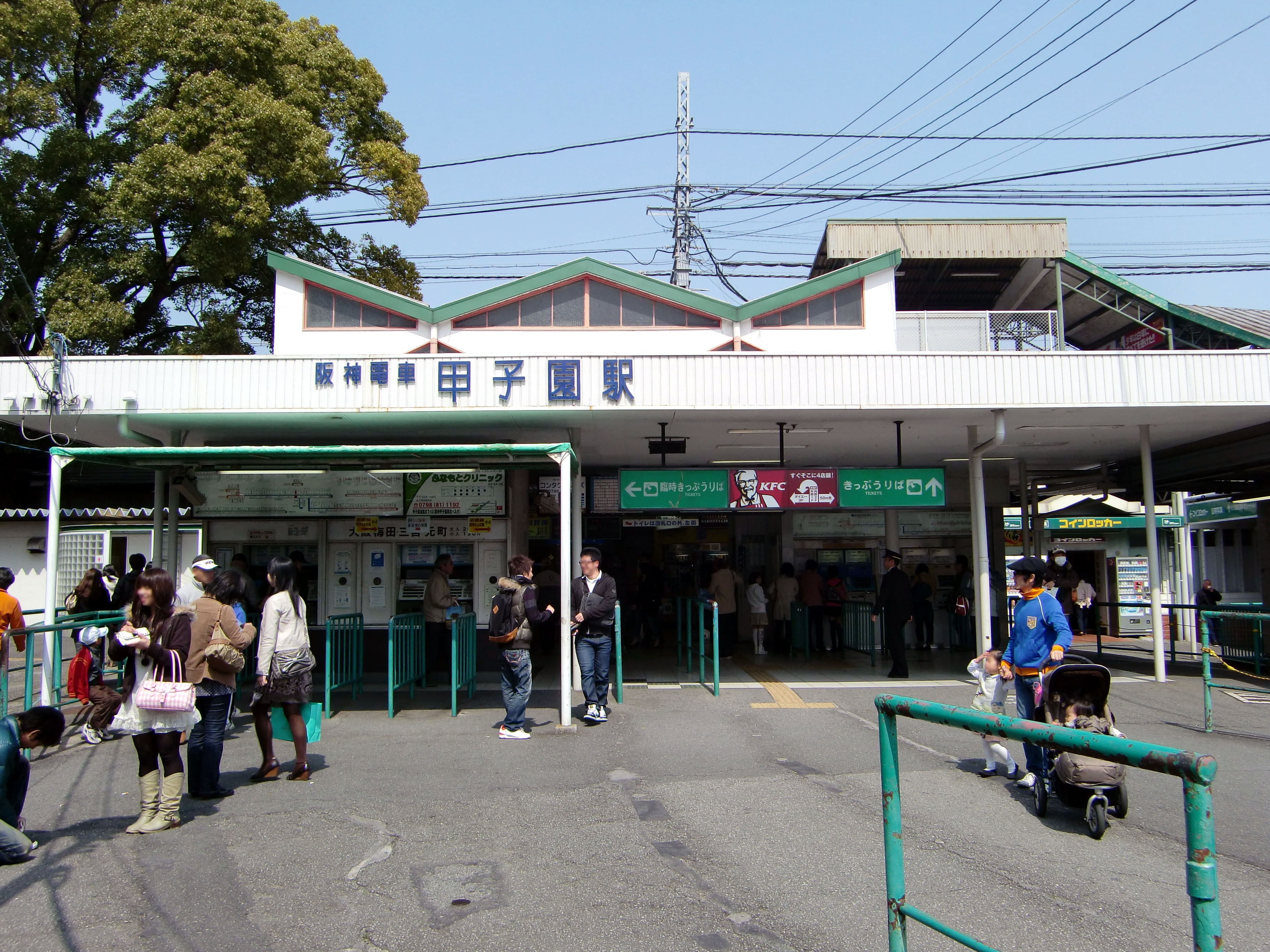
舊西驗票口 (2010年3月)

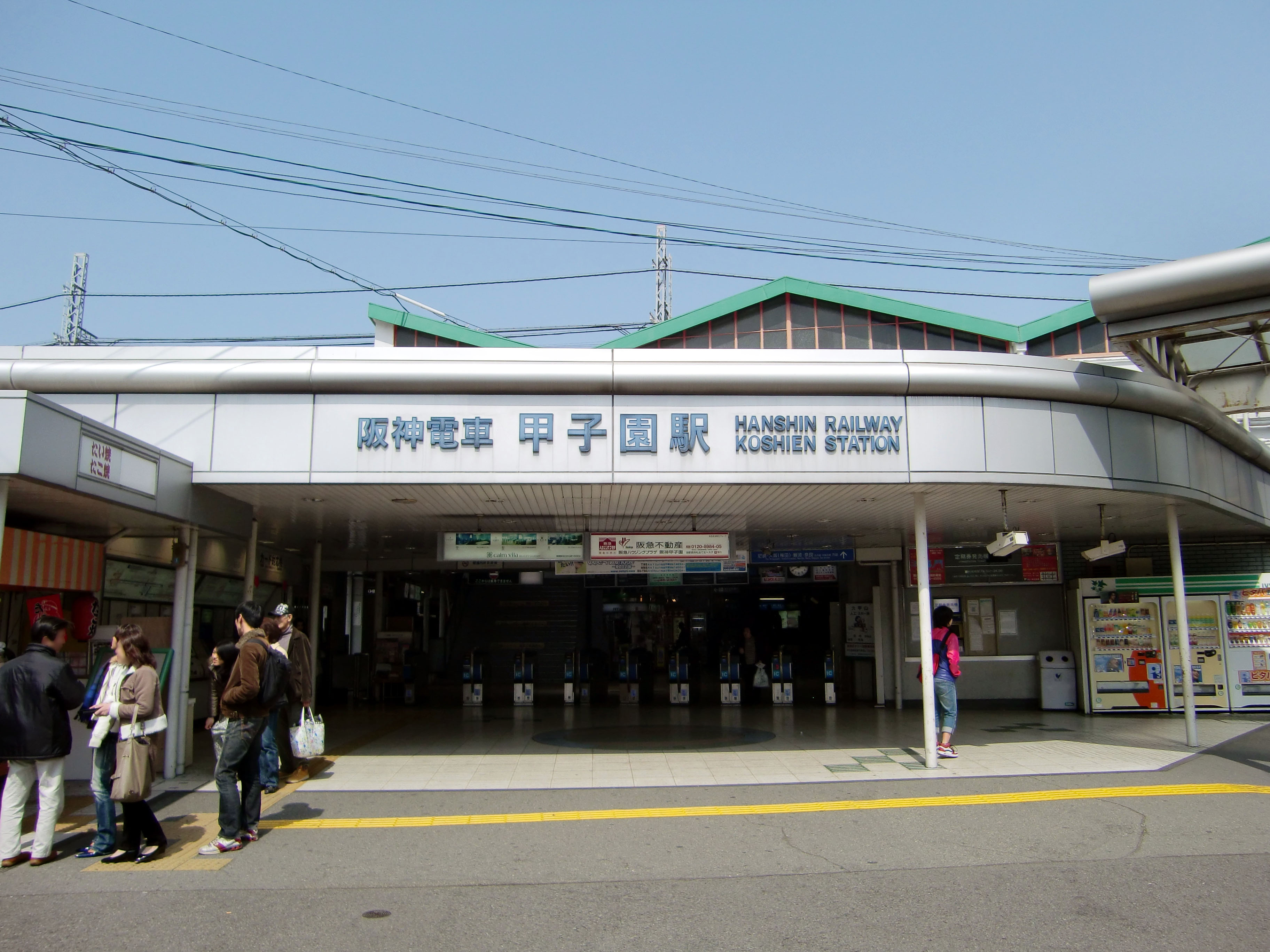
舊東驗票口 (2010年3月)

- 1924年（大正13年）8月1日 - 此站啟用，當時為臨時車站[1]。
- 1926年（大正15年）
  - 7月1日 - 甲子園線（日语：阪神国道線#甲子園線）（電車線）此站至濱甲子園之間啟用[1]。
  - 7月16日 - 本線成為常設車站[1]。
- 1928年（昭和3年）6月25日 - 甲子園線上甲子園至此站之間啟用[1]。
- 1949年（昭和24年）4月24日 - 棒球觀眾在此站發生群眾推倒事故，造成1死11傷[3]。
- 1965年（昭和40年） - 設置西閘口[1]。
- 1975年（昭和50年）5月6日 - 甲子園線廢止[1]。
- 1995年（平成7年）
  - 1月17日 - 發生阪神大地震，阪神本線停運，此站暫停營業[4]，翌日梅田站至此站重開[4]。
  - 1月26日 - 此站至青木站之間重開（在同年6月26日本線全線重開）[4]。
- 2011年（平成23年）11月 - 此站進行車站裝修工程[1]。
- 2014年（平成26年）
  - 4月1日 - 引入車站編號[5][6]。
  - 6月28日 - 直通近鐵名古屋團體租用包車開行，由近鐵22600系擔當，本站設定為終點站。
- 2015年（平成27年）
  - 2月21日 - 擴寬1、2號月台。
  - 3月14日 - 擴寬3、4號月台。
  - 3月21日 - 下行線開設下車專用新月台，同時西閘口旁的升降機也開始使用）。
  - 8月1日 - 東閘口的車站大樓開始使用（在7月24日完工[7]）。於東閘口的「西宮市 甲子園觀光詢問處」開始服務[8]。
- 2017年（平成29年）
  - 3月18日 - 因應上行近鳴尾站一方的側線高架化，1、2號月台的月台形狀變更。餘下的臨時設施拆除，車站裝修工程完成。
  - 8月上旬 - 月台裝修工程完成。1、2號月台的乘車位置向東遷移20米。

## 車站構造

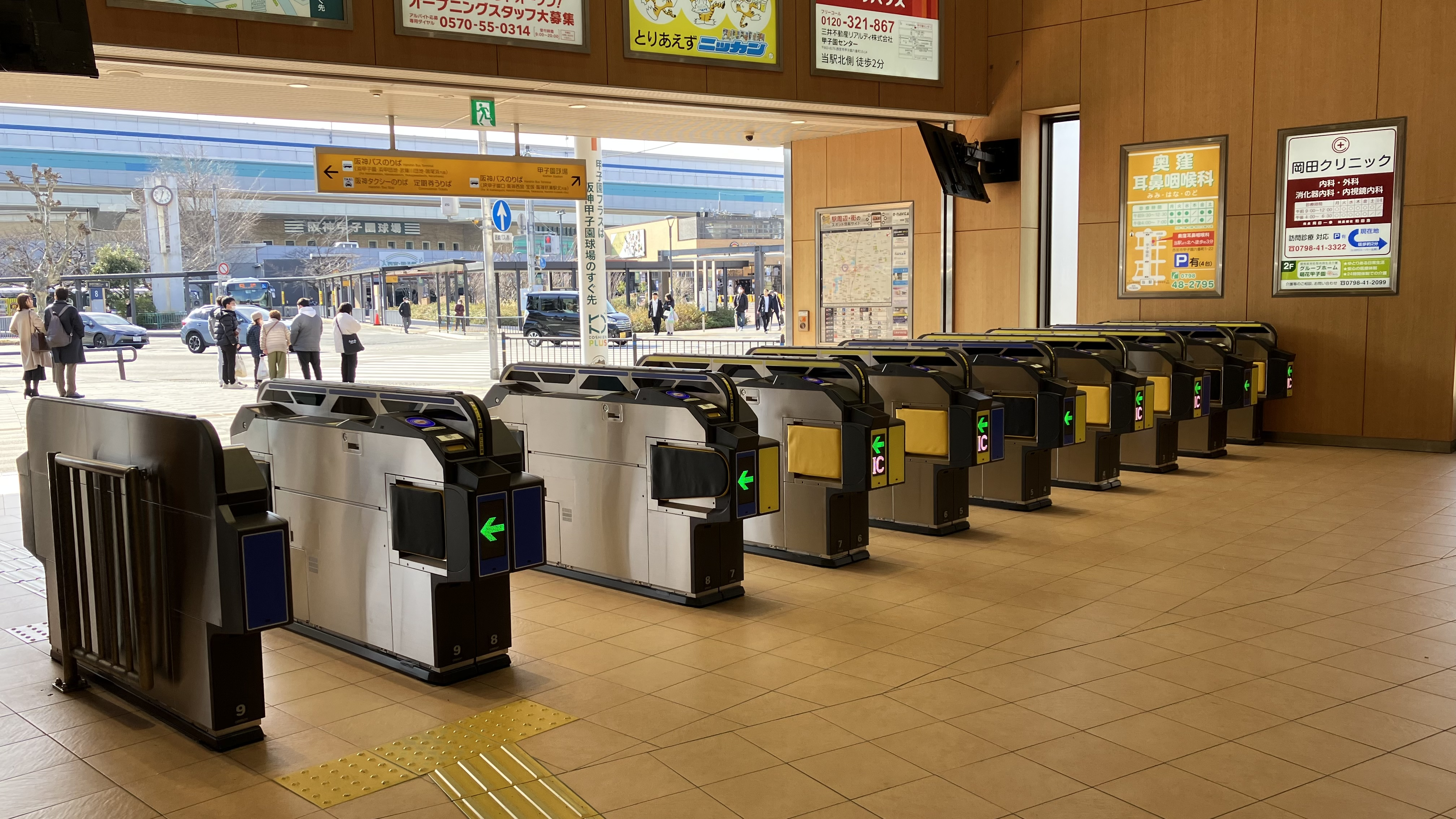
東驗票閘口 (2023年12月)

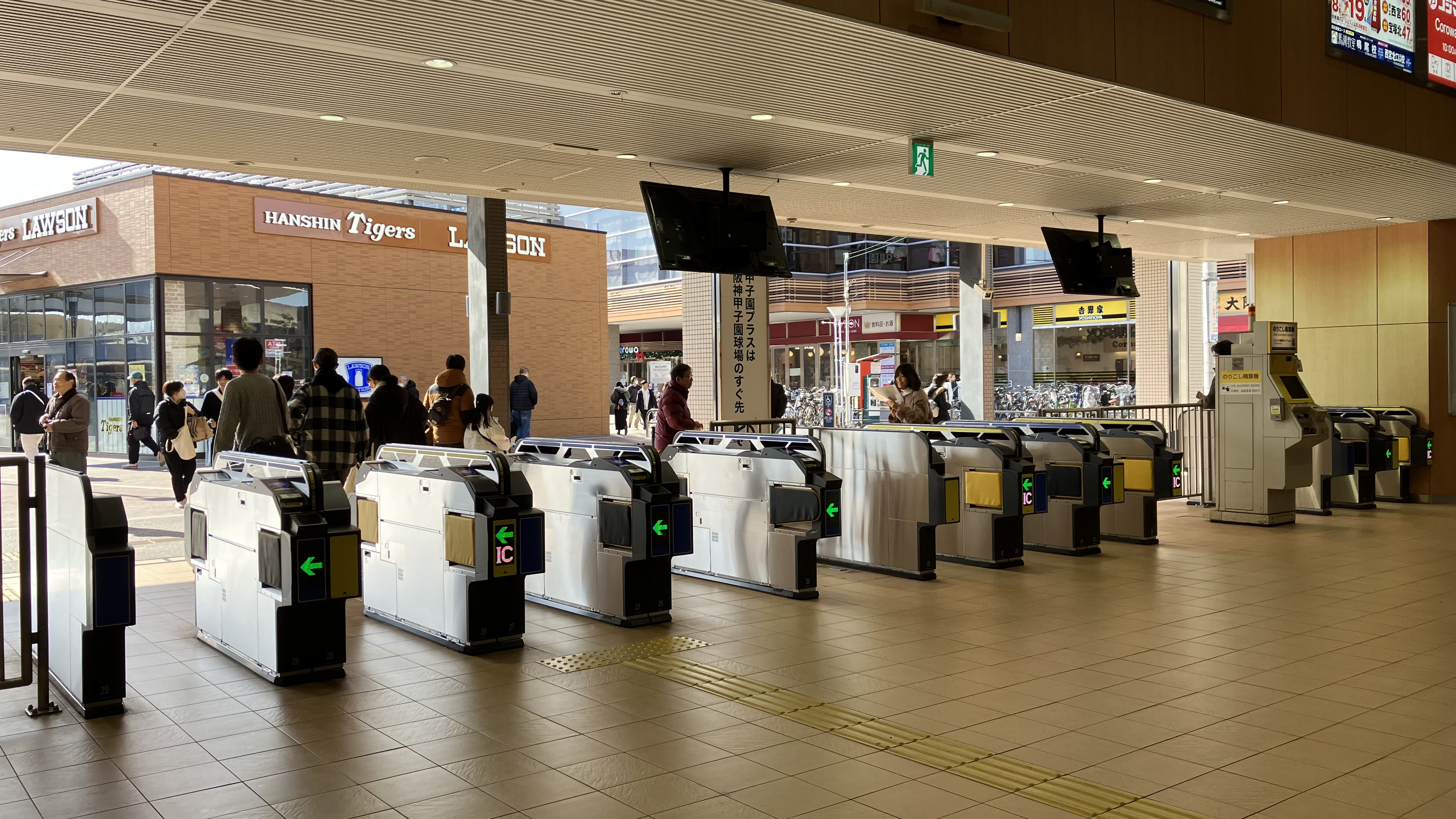
西驗票閘口 (2023年12月)

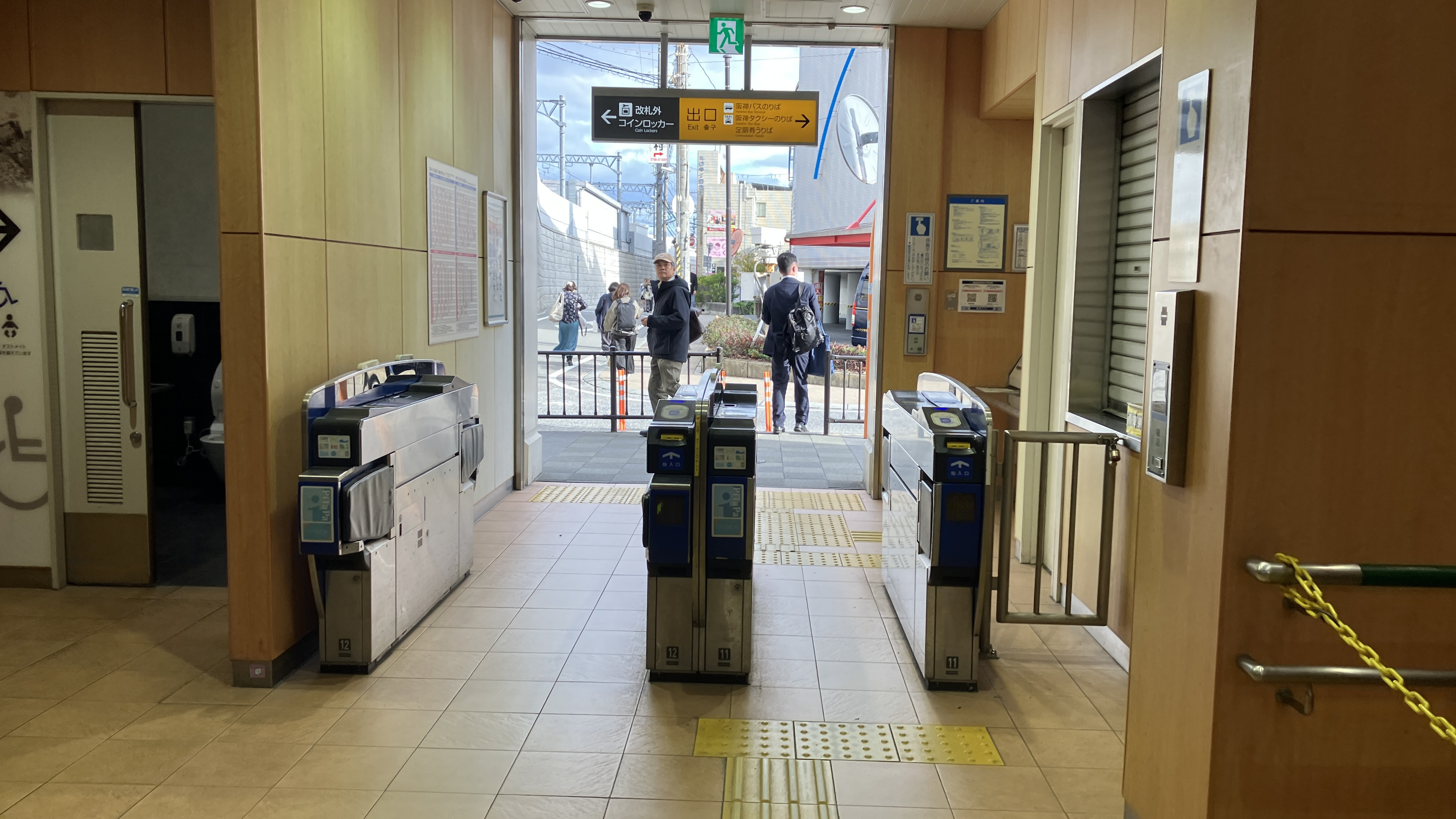
東2驗票閘口 (2023年12月)

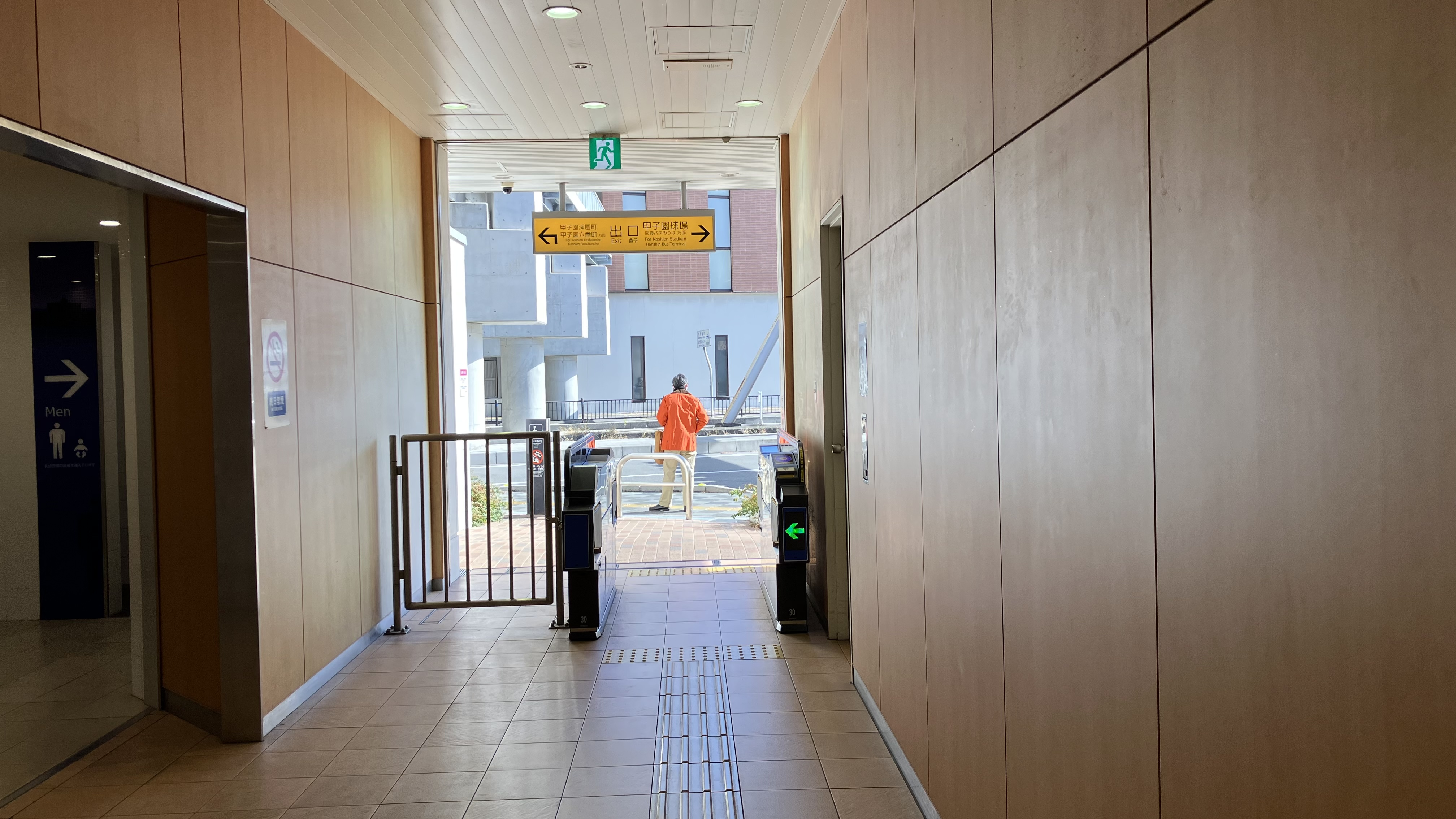
西2驗票閘口 (2023年12月)

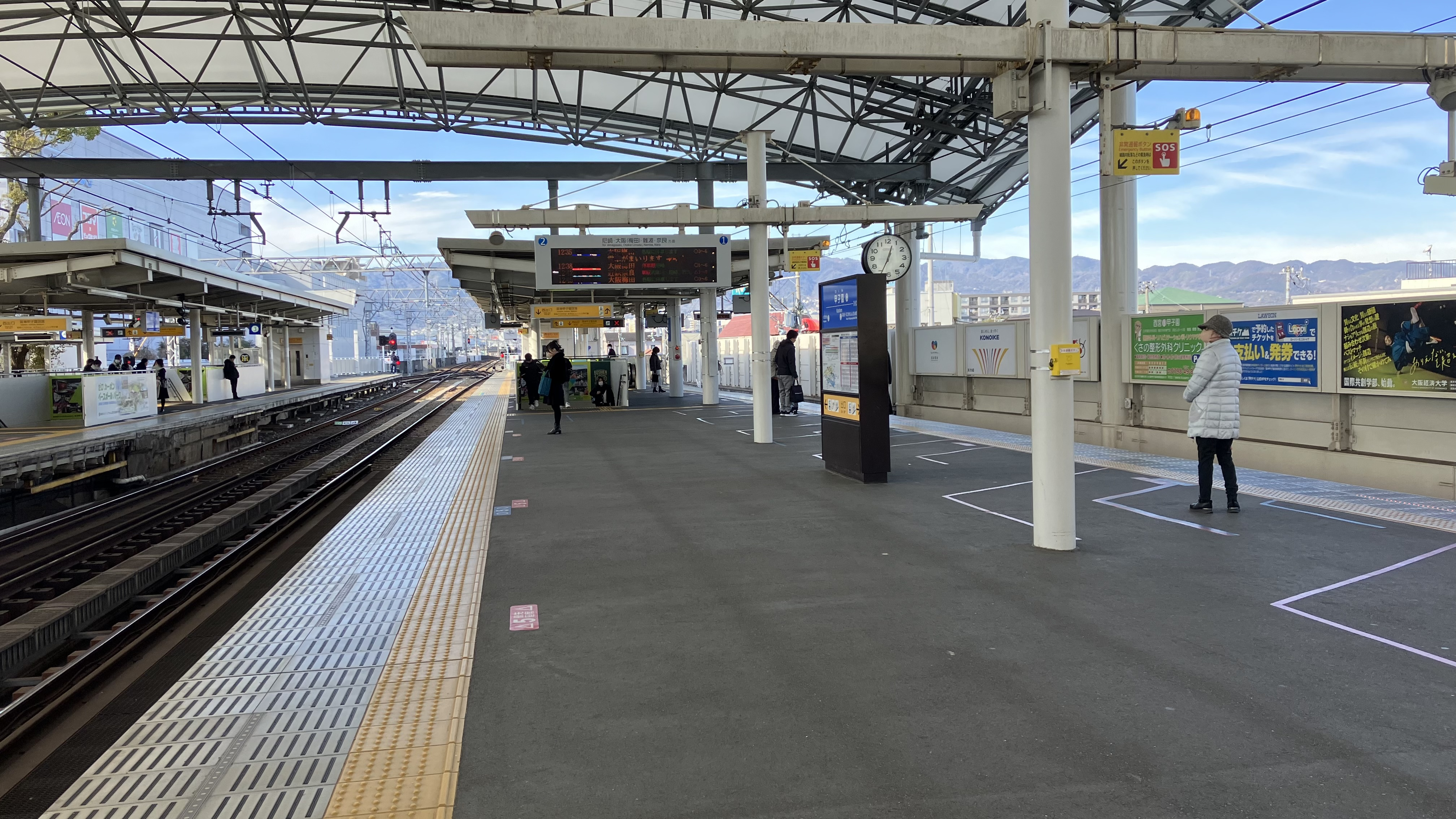
1號與2號月台 (2023年12月)

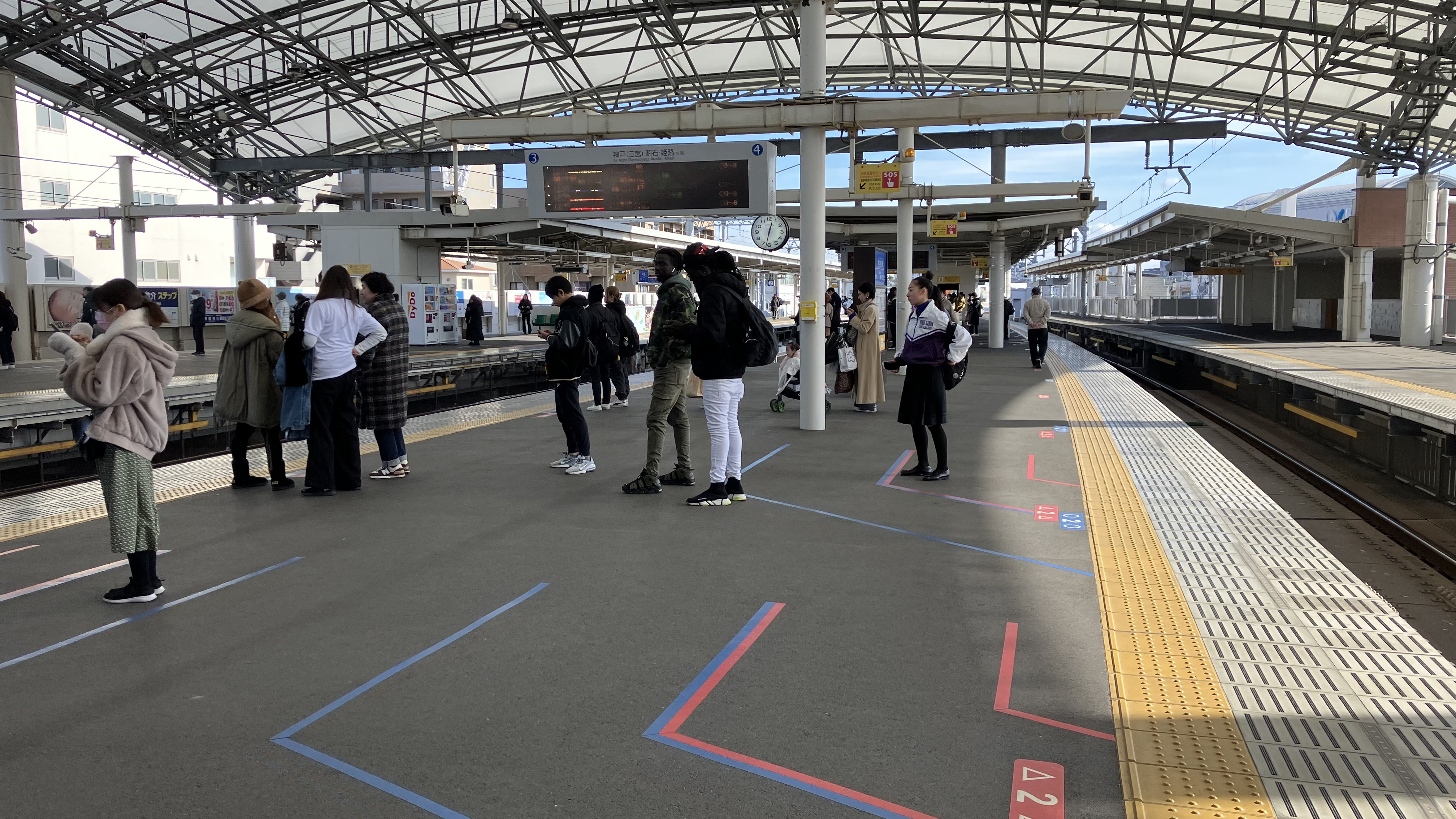
3號與4號月台 (2023年12月)

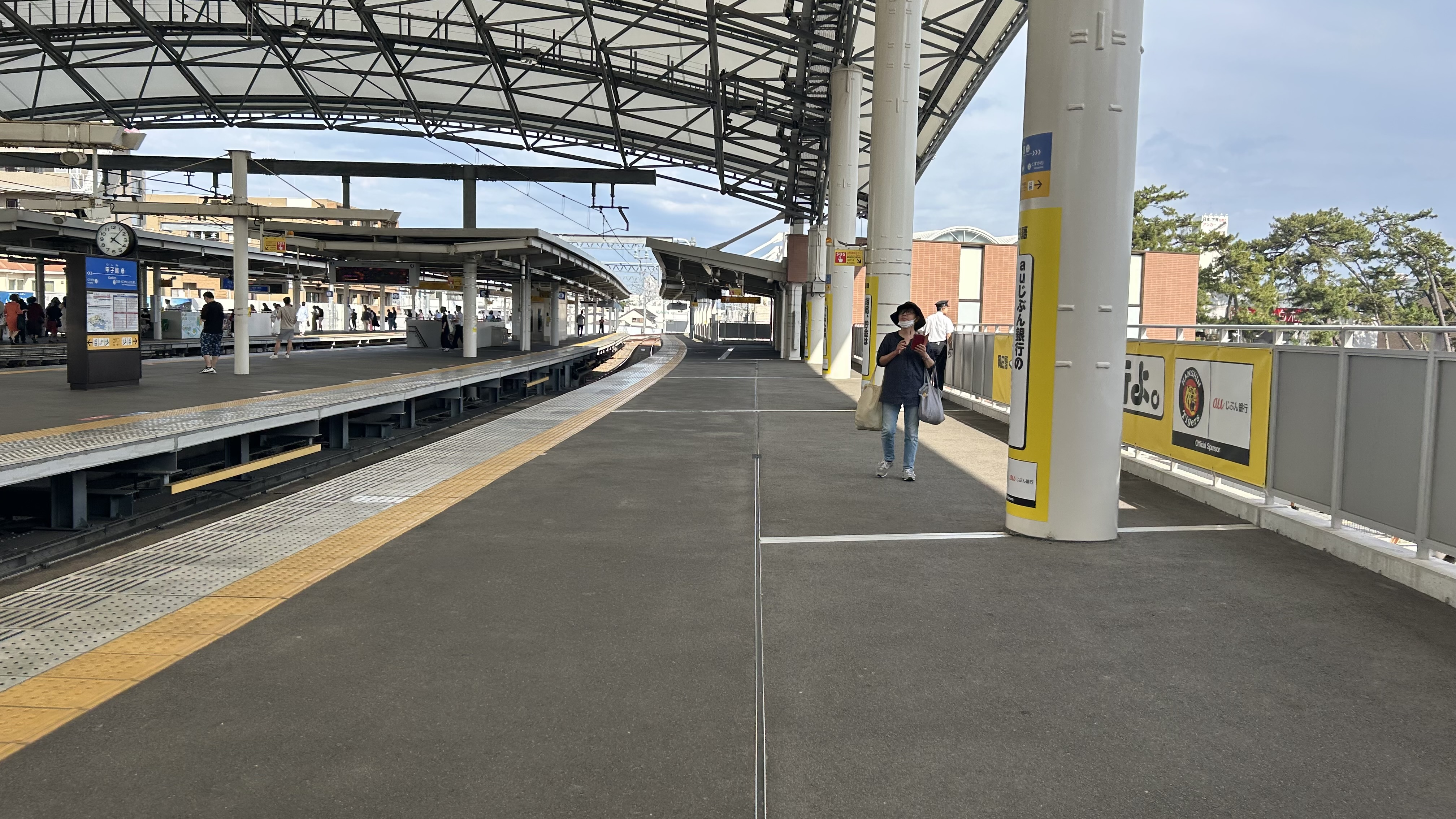
臨時月台 (2024年6月)

本站是高架車站，設有3面4線的混合式月台。上下行各主本線和待避線之間設有一座島式月台，下行4號月台南邊則設有下車專用月台。月台中央設有棒球外觀的上蓋。
在阪神甲子園球場舉行活動當日，從梅田的臨時列車會駛入4號月台，並開啟左右兩邊車門。隨後下一班列車會停靠3號月台，使3號月台列車的乘客可橫過臨時列車，使用下車專用月台離開車站，以便疏導乘客。

### 月台
| 月台  | 路線 | 上下行 | 方向                                                |
| ----- | ---- | ------ | --------------------------------------------------- |
| 1・2  | 本線 | 上り   | 尼崎、大阪（梅田）、難波、奈良 名古屋、伊勢志摩方向 |
| 3・4  | 本線 | 下行   | 神戶（三宮）、明石、姬路方向                        |
| （5） | 本線 | 下行   | 4號月台下車專用月台                                 |

## 使用狀況
在2018年度，1日乘車人次為26,003人。在阪神本線車站，繼大阪梅田站、神戶三宮站後，第3多人使用的車站。
以下為各年度1日平均乘車、上下車人次列表。
| 年度   | 1日平均 上下車人次 | 1日平均 乘車人次 |
| ------ | ------------------ | ---------------- |
| 1991年 | 66,612             |                  |
| 1992年 | 61,193             |                  |
| 1993年 | 62,514             |                  |
| 1994年 | 60,067             |                  |
| 1995年 | 61,701             |                  |
| 1996年 | 61,000             |                  |
| 1997年 | 57,141             |                  |
| 1998年 | 55,555             |                  |
| 1999年 | 53,107             |                  |
| 2000年 | 50,103             |                  |
| 2001年 | 48,523             |                  |
| 2002年 | 47,182             |                  |
| 2003年 | 45,974             |                  |
| 2004年 | 46,183             |                  |
| 2005年 | 48,188             |                  |
| 2006年 | 48,739             |                  |
| 2007年 | 49,019             |                  |
| 2008年 | 49,075             |                  |
| 2009年 | 49,534             | 25,621           |
| 2010年 | 52,575             | 25,745           |
| 2011年 |                    | 25,784           |
| 2012年 |                    | 26,526           |
| 2013年 |                    | 26,736           |
| 2014年 |                    | 28,052           |
| 2015年 |                    | 27,926           |
| 2016年 |                    | 28,036           |
| 2017年 |                    | 26,951           |
| 2018年 |                    | 26,003           |

## 車站周邊

### 東出口
- 甲子園Arcus
  - 阪神的士（日语：阪神タクシー）站
  - 肯德基阪神甲子園店。
- 甲子園警署（日语：甲子園警察署）
- 西宮市立鳴尾圖書館（日语：西宮市立図書館#鳴尾図書館）
- LaLaport甲子園（日语：ららぽーと甲子園） - 在2003年3月30日前，該處曾經為由阪神電氣鐵道營運的甲子園阪神公園（日语：甲子園阪神パーク）蹟址[1]。
- 伊藤洋華堂甲子園店
- 三井住友銀行甲子園分店（前住友銀行分店）

### 西出口
- 阪神甲子園球場
  - 甲子園歷史館（日语：甲子園歴史館）
- 甲子園網球會
- Corowa甲子園（日语：イオン甲子園店）（前PRINTEMPS（日语：プランタン銀座）甲子園 → Daiei（日语：ダイエー）甲子園店 → AEON甲子園店）
- 三菱日聯銀行阪神甲子園分行（有人分行，前三和銀行 → UFJ銀行 → 三菱東京UFJ銀行）
- Hewitt甲子園酒店

### 車站北邊
- 甲子園郵局
- IKARI超級市場（日语：いかりスーパーマーケット） 甲子園店
- Coop Mini甲子園中

## 巴士路線

### 東出口一方
阪神巴士
- 3號乘車處
  - 西宮團地線
    - 前往濱甲子園團地方向
- 4號乘車處
  - 濱甲子園線
    - 前往濱甲子園方向

  - 西宮甲子園線（只於平日日間運行）
    - 經濱甲子園、阪神今津站前，前往阪神西宮

  - 西宮濱甲子園線（只於星期六、假日日間運行）
    - 經南甲子園一丁目前往西宮濱中央
- 6號乘車處
  - 誠成公倫會線
    - 前往誠成公倫會館（日语：誠成公倫）（不停站直達）
- 7號乘車處
  - 武庫川團地線
    - 經甲子園八番町、阪神鳴尾前往武庫川團地南

  - 高須東線
    - 經甲子園八番町、阪神鳴尾前往武庫川團地南、高須東、武庫川團地站前方向

  - 鳴尾濱線
    - 經甲子園八番町、阪神鳴尾前往武庫川團地中央、鳴尾濱方向

  - 寶塚甲子園線
    - 經甲子園八番町前往武庫川團地中央、鳴尾濱方向

機場利木津巴士
- 5號乘車處
  - 大阪機場線　
    - 前往大阪（伊丹）機場（與大阪空港交通（日语：大阪空港交通）聯營）

### 西出口一方
阪神巴士
- 8號乘車處
  - 濱甲子園線／高須東線／鳴尾濱線
    - 經縣道上甲子園 前往JR甲子園口
- 9號乘車處
  - 西宮團地線
    - 經JR西宮站南口 前往阪神西宮
- 10號乘車處
  - 寶塚甲子園線
    - 經西大島、寶塚市立醫院前（日语：宝塚市立病院） 前往寶塚
- 11號乘車處
  - 野田杭瀬甲子園線　※從甲子園折返方向，請使用東口側的6、7號乘車處。
    - 經鳴尾高校前（日语：兵庫県立鳴尾高等学校）、西大島 前往尼崎濱田車廠前、阪神杭瀨站北
- 13號乘車處
  - 甲子園難波線（在阪神甲子園球場活動完結後運行。但是每年的情況不一定，有時會全年停運或只於平日停運，甚或不定期服務）
    - 前往難波（日语：大阪シティエアターミナル）（不停站直達）

## 相鄰車站
阪神電氣鐵道
 本線
■直通特急（平日早上部分上行班次）
通過
□近鐵特急（目前僅團體臨時包車運行）、■■直通特急（其他班次）、■特急、■快速急行（其他班次）
尼崎（HS 09）－甲子園（HS 14）－西宮（HS 17）
■區間特急（平日早上繁忙時間，只向大阪梅田方向運行）
尼崎（HS 09） ← 甲子園 （HS 14）←今津（HS 16）
■快速急行（平日日間、星期六及假日）、■急行
武庫川（HS 12）－甲子園 （HS 14）－今津（HS 16）
■區間急行
鳴尾·武庫川女子大前（HS 13）－甲子園 （HS 14）←今津（HS 16）
■普通
鳴尾·武庫川女子大前（HS 13）－甲子園（HS 14）－久壽川（HS 15）

## 注腳
1. 1 2 3 4 5 6 7 8 9 10 11 12 13 14 15 16  . 神戶新聞綜合出版中心. 2012-12-10: 45. ISBN 9784343006745.
2. ↑  在夏天的全國高等學校棒球錦標賽舉行期間，除了臨時特急外，早上另外加開臨時急行班次。
3. ↑  筑摩書房刊「球団消滅、幻の優勝チーム、ロビンスと田村駒治郎」121頁
4. 1 2 3  . 神戶新聞綜合出版中心. 2010-01-17: 124–126. ISBN 978-4-343-00537-3.
5. ↑   (PDFlink) (新闻稿). 阪神電氣鐵道株式會社. 2013-04-30  [2016-04-08]. （原始内容存档 (PDF)于2019-06-17）.
6. ↑  . 讀賣新聞（大阪晨報） (讀賣新聞大阪本社). 2014-03-20: p.32.
7. ↑  . Response.jp. 2015-07-24  [2015-10-21]. （原始内容存档于2020-03-22）.
8. ↑  . 西宮觀光協會. 2015-08-01  [2018-08-16]. （原始内容存档于2021-01-25）.
9. ↑  . 東洋經濟ONLINE. 東洋經濟新報社. 2016-09-19  [2018-03-23]. （原始内容存档于2021-01-21）.
10. ↑  西宮市統計書（令和元年）PDF

## 外部連結
- 甲子園（路線圖、車站資訊） - 阪神電氣鐵道